# Elikia Mbinga
Elikia Joël Mbinga (8 maart 2001) is een Nederlands voetballer die als Middenvelder speelt. Op 2 januari 2023 werd bekendgemaakt dat Mbinga PEC Zwolle verlaat en vanaf nu voor VVOG zal gaan uitkomen in de derde divisie.

## Carrière
Mbinga speelde tot het seizoen 2014/15 in de jeugd van PEC Zwolle, waarna hij de overstap maakte naar de jeugdopleiding van Ajax. Na drie seizoenen in de hoofdstad keerde hij terug naar PEC Zwolle om zich daar aan te sluiten bij de beloften. Op 11 september 2021 maakte hij zijn debuut in het eerste van PEC Zwolle in de thuiswedstrijd tegen Ajax. Op 2 januari 2023 maakte PEC Zwolle bekend dat Mbinga het team verlaat en gaat spelen voor VVOG dat actief is in de Nederlandse Derde divisie.

## Carrièrestatistieken
| Seizoen                       | Club            | Land            | Competitie      | Competitie | Competitie | Beker | Beker | Internationaal | Internationaal | Overig | Overig | Totaal | Totaal |
| Seizoen                       | Club            | Land            | Competitie      | Wed.       | Dlp.       | Wed.  | Dlp.  | Wed.           | Dlp.           | Wed.   | Dlp.   | Wed.   | Dlp.   |
| ----------------------------- | --------------- | --------------- | --------------- | ---------- | ---------- | ----- | ----- | -------------- | -------------- | ------ | ------ | ------ | ------ |
| 2021/22                       | PEC Zwolle      | Nederland       | Eredivisie      | 5          | 0          | 1     | 0     | –              | –              | 0      | 0      | 6      | 0      |
| 2022/23                       | PEC Zwolle      | Nederland       | Eerste divisie  | 0          | 0          | 0     | 0     | –              | –              | 0      | 0      | 0      | 0      |
| 2022/23                       | VVOG            | Nederland       | Derde divisie   | 0          | 0          | –     | –     | –              | –              | 0      | 0      | 0      | 0      |
| Carrière totaal               | Carrière totaal | Carrière totaal | Carrière totaal | 5          | 0          | 1     | 0     | 0              | 0              | 0      | 0      | 6      | 0      |
| bijgewerkt tot 2 januari 2022 |                 |                 |                 |            |            |       |       |                |                |        |        |        |        |